# Polskie Stowarzyszenie na Rzecz Jakości w Nauczaniu Języków Obcych
Stowarzyszenie PASE (Polskie Stowarzyszenie na Rzecz Jakości w Nauczaniu Języków Obcych; ang. Polish Association for Standards in Language Education – PASE) – ogólnopolska organizacja pozarządowa, której celem głównym jest wspieranie jakości w nauczaniu języków obcych w Polsce.
Członkowie dzielą się nadzwyczajnych, aspirujących, wspierających. Od 1993 r. organizuje inspekcje szkół językowych, kontrolując wysokie standardy nauczania. Obecnie PASE przekształca swoją działalność instytucji wspierającej szkoły językowe w instytucję szkoleniową, co widać w coraz mniejszej ilości szkół zrzeszonych.
Stowarzyszenie organizuje warsztaty metodyczno – psychologiczne z cyklu „Kapelusze Lektora”, uczestniczy w międzynarodowych projektach edukacyjnych, jest członkiem stowarzyszonym EAQUALS – The European Association for Quality Language Services. Szkolenia „Kapelusze Lektora” prowadzone są w języku polskim i organizowane są cyklicznie w ponad 20 miastach Polski. W pierwszych trzech cyklach szkoleń wzięło udział ponad 3500 lektorów i nauczycieli języków obcych. W Kapeluszach Lektora w maju 2010 z Jeremym Harmererem w Teatrze Polonia wzięło udział 260 lektorów i nauczycieli.
W związku z rządowymi planami wprowadzenia 22% stawki VAT na naukę języków obcych w październiku 2009 roku Stowarzyszenie rozpoczęło, kampanię „Nie dla VAT”. W akcję włączyło się ponad 300 szkół językowych, zbierając podpisy i umieszczając linki na swoich stronach. W ciągu miesiąca udało się zebrać ponad 40 000 podpisów. PASE skierowało apel do wszystkich posłów i senatorów, co zaowocowało licznymi interpelacjami poselskimi, a w ostateczności do wprowadzenia zmiany w projekcie ustawy. We wrześniu 2010 Sejm przyjął poprawki zaproponowane przez PASE i pozytywnie zaopiniowane przez komisję finansów.

## Inne projekty stowarzyszenia
- Szkolenia POTOMITO – dla nauczycieli różnych przedmiotów – rozwijające m.in. umiejętności motywowania siebie i uczniów oraz zwiększanie skuteczności prowadzonych lekcji
- Akademia Metodyka – cykl warsztatów, rozwijających umiejętności niezbędne w pracy metodyka w szkole językowej, a także aktywnie pracujących lektorów, chcących otworzyć się na nowe obszary.
- Kampania społeczna „Język to podstawa. Ucz się języków”[3] – ogólnopolska kampania społeczna, której celem jest tworzenie w Polsce klimatu sprzyjającego nauce języków
- Kongres Języków Obcych PASE (I, II i III)[4] – skierowany do profesjonalistów aktywnych na rynku języków obcych: lektorów, metodyków, dyrektorów i właścicieli szkół językowych, a także autorów i wydawców podręczników.
- Akcja bookcrossing PASE – zorganizowana podczas Warszawskich Targów Książki 2014 r.
- JĘZYKOWO[5] – nowa strona internetowa skierowana do wszystkich osób uczących się języków obcych. Znajdują się tam m.in. aktualności i wydarzenia językowe, wskazówki pomocne przy nauce języków czy wyborze szkoły językowej, artykuły o różnych językach obcych.